# Directeur général des services
Pour les articles homonymes, voir DGS.
Le directeur général des services (DGS) est un cadre supérieur d'administration et un collaborateur du chef de l'exécutif d'une collectivité territoriale ou d'un établissement public de coopération intercommunale (EPCI).
Chef de l'administration de la commune, de l'intercommunalité, du conseil départemental ou du conseil régional, le directeur général des services est sous l'autorité du président de l'exécutif (maire, président de l'EPCI, du conseil départemental ou du conseil régional), chargé de diriger l'ensemble des services de la structure et d'en coordonner l'organisation.